# Women's Revelations Cup 2022
La  Women's Revelations Cup 2022 es un torneo amistoso internacional de fútbol Sub-17 femenino, organizado por la Federación Mexicana de Fútbol (FMF); esta fue la primera edición del torneo celebrado en la ciudad de León, en México.

## Sede
La Unidad Deportiva Enrique Fernández Martínez en la ciudad de León, Guanajuato fue asignado como sede de los 6 partidos del certamen.
| Guanajuato                                  |
| Unidad Deportiva Enrique Fernández Martínez |
| León                                        |

## Equipos participantes
Participarán 3 equipos invitados y el equipo anfitrión, México.
| Equipos participantes | Equipos participantes | Equipos participantes | Equipos participantes |
| --------------------- | --------------------- | --------------------- | --------------------- |
| Canadá                | Chile                 | Colombia              | México                |

## Resultados
Las 4 selecciones participantes se enfrentaron en un sistema de todos contra todos a una sola vuelta donde el primer lugar será equipo campeón.
- Todos los horarios corresponden a la hora local de Guanajuato (UTC-5).

| Pos. | Equipo   | Pts. | PJ | G | E | P | GF | GC | Dif. |  |
| ---- | -------- | ---- | -- | - | - | - | -- | -- | ---- |  |
| 1    | Colombia | 7    | 3  | 2 | 1 | 0 | 4  | 2  | +2   |  |
| 2    | México   | 4    | 3  | 1 | 1 | 1 | 6  | 4  | +2   |  |
| 3    | Chile    | 3    | 3  | 1 | 0 | 2 | 5  | 6  | −1   |  |
| 4    | Canadá   | 3    | 3  | 1 | 0 | 2 | 4  | 7  | −3   |  |

 Fuente: Sitio oficial

#### Jornada 1
| 31 de agosto de 2022 | Colombia      | 1:0 | Canadá | Unidad Deportiva Enrique Fernández, León |  |
| 13:00                | Perlaza 90+3' |     |        |                                          |  |

| 31 de agosto de 2022 | México     | 1:2 | Chile                         | Unidad Deportiva Enrique Fernández, León |  |
| 16:00                | Vargas 19' |     | Millones 38' · Bustamante 41' |                                          |  |

#### Jornada 2
| 3 de septiembre de 2022 | Colombia                   | 2:1 | Chile     | Unidad Deportiva Enrique Fernández, León |  |
| 13:00                   | Rodríguez 56' · Torres 59' |     | Tapia 18' |                                          |  |

| 3 de septiembre de 2022 | México                                    | 4:1 | Canadá    | Unidad Deportiva Enrique Fernández, León |  |
| 16:00                   | Soto 32', 57' · Espinoza 84' · Sirdah 88' |     | Watson 5' |                                          |  |

#### Jornada 3
| 6 de septiembre de 2022 | Canadá                   | 3:2 | Chile                            | Unidad Deportiva Enrique Fernández, León |  |
| 13:00                   | Allen 5', 62' · Wong 68' |     | Rovner 23' (pen.) · Millones 59' |                                          |  |

| 6 de septiembre de 2022 | México     | 1:1 | Colombia             | Unidad Deportiva Enrique Fernández, León |  |
| 16:00                   | Vargas 20' |     | Rodríguez 48' (pen.) |                                          |  |

|                              |
| Bandera de Colombia          |
| Campeón Colombia 1.er título |

## Premios
| Premio         | Ganadora                                                                   |
| -------------- | -------------------------------------------------------------------------- |
| Mejor jugadora | Alice Soto                                                                 |
| Goleadora      | Amanda Allen Natsumy Millones Gabriela Rodríguez Alice Soto Valerie Vargas |
| Mejor portera  | Luisa Agudelo                                                              |
| Juego limpio   | Chile                                                                      |